# Кашина Клементе (Асти)
Кашина Клементе је насеље у Италији у округу Асти, региону Пијемонт.
Према процени из 2011. у насељу је живело 18 становника. Насеље се налази на надморској висини од 205 м.